# Chlorfluazuron
Chlorfluazuron ist ein Insektizid aus der Gruppe der Benzoylharnstoffe, das vor allem zur Bekämpfung von beißenden Schadinsekten, insbesondere Lepidopteren (Schmetterlingslarven), eingesetzt wird.

## Eigenschaften
Aufgrund einiger Resistenzentwicklungen, wurde in einer Studie die Wirkung von Chlorfluazuron und Flufenoxuron auf einige Entwicklungs- und Fortpflanzungsparameter der Ypsiloneule untersucht. Dabei stellte sich heraus, dass Chlorfluazuron und Flufenoxuron die Vitellogenese (Dotterbildung während der Eizellenentwicklung) der Ypsiloneule beeinträchtigen können.

## Zulassung
In der EU und in der Schweiz sind keine Pflanzenschutzmittel mit Chlorfluazuron als Wirkstoff zugelassen.